# Sava Henția
Sava Henția (1848-1904) fue un pintor rumano.

## Biografía
Nació el 1 de febrero de 1848 en el pueblo de Sebeșel, en Transilvania. Asistió a la escuela primaria de la localidad y luego llegó a Bucarest en 1862. En 1865 ingresó en la escuela de bellas artes y en 1870 obtuvo el gran premio con una beca. Un año después partió hacia Italia, visitó Roma y luego recaló en París, en cuya Academia de Bellas Artes estudió, como discípulo de Cabanel. En 1873 fue admitido en el Salón de París con su cuadro Psique abandonada por el amor. En 1874 regresó a Rumania, llevando el lienzo Aurora. En 1876 fue nombrado profesor de dibujo y caligrafía en la escuela secundaria para niñas y profesor de dibujo en el Asilo Elena, cargo que todavía ocupaba hacia 1897. Durante la guerra ruso-turca (1877-1878) compuso numerosos cuadros inspirado por las batallas del conflicto. Entre sus lienzos pueden mencionarse también Entrada triunfal de Trajano en Sarmizegetus, Venus, Retrato de Ana Davila, Molino, Târgul Moșilor y Un rumano lleva alimentos al mercado. Falleció el 21 de febrero de 1904.